# 로베르 트리핀
로베르 트리팽(Robert Triffin, 1911년 10월 5일 ~ 1993년 2월 23일)은 벨기에의 경제학자이다. 오랜 기간 미국에서 활동한 탓에 영어식 독음인 로버트 트리핀으로도 많이 알려져 있으며, 트리핀 딜레마(fr)로 잘 알려졌다.
루뱅 가톨릭 대학교(fr)에서 박사 학위를 받은 트리팽은 이어 1938년에 하버드 대학교의 조교수가 되어 1942년까지 강의한 뒤 국제 전문가로 알려져 2차 대전 이후의 국제 경제 체제에 큰 영향을 끼쳤다. 1960년에 펴낸 저서 Gold and the Dollar Crisis. The Future of Convertibility에서 트리팽은 브레튼우즈 협정에 대해 비판하며 그 증거로 트리핀 딜레마를 제시하고 IMF의 개혁을 지지하였다.
1951년에 미국으로 돌아간 트리팽은 예일 대학교의 교수로 임용되는 한편으로 버클리 대학교의 석좌 교수도 되었다. 이후 1980년대에 벨기에로 돌아가 1993년에 사망했다.